# كلوز كريستيانسن
كلوز كريستيانسن (بالدنماركية: Claus Christiansen)‏ هو مدرب كرة قدم ولاعب كرة قدم دنماركي، ولد في 19 أكتوبر 1967 في غلوستروب في الدنمارك. شارك مع منتخب الدنمارك تحت 21 سنة لكرة القدم ومنتخب الدنمارك لكرة القدم. أما مع النوادي، فقد لعب مع نادي لينغبي.

## وصلات خارجية
- كلوز كريستيانسن على موقع قاعدة بيانات كرة القدم.إي يو (الإنجليزية)
- كلوز كريستيانسن على موقع ناشيونال فوتبول تيمز (الإنجليزية)
- كلوز كريستيانسن على موقع Soccerway.com (الإنجليزية)
- كلوز كريستيانسن على موقع عالم كرة القدم.نت (الإنجليزية)